# Chiropetalum ramboi
Chiropetalum ramboi là một loài thực vật có hoa trong họ Đại kích. Loài này được (Allem & Irgang) Radcl.-Sm. & Govaerts mô tả khoa học đầu tiên năm 1997.